# Borough of Cleethorpes
Cleethorpes var ett distrikt i Humberside i England. Distriktet upprättades den 1 april 1974 genom att borough Cleethorpes slogs ihop med landsdistriktet Grimsby. Det avskaffades 1 april 1996 och blev en del av North East Lincolnshire.